# NGC 1321
NGC 1321 је спирална галаксија у сазвежђу Еридан која се налази на NGC листи објеката дубоког неба.
Деклинација објекта је - 3° 0' 55" а ректасцензија 3h 24m 48,6s. Привидна величина (магнитуда) објекта NGC 1321 износи 13,6 а фотографска магнитуда 14,5. NGC 1321 је још познат и под ознакама MCG -1-9-35, MK 608, KUG 0322-031, PGC 12755.